# Échappement libre
Pour plus de détails, voir Fiche technique et Distribution.
Échappement libre est un film franco-italo-espagnol réalisé par Jean Becker, sorti le 4 septembre 1964 en France.

## Synopsis
David (Jean-Paul Belmondo) assure la contrebande de bijoux pour le compte d’une organisation. Il est chargé, avec Olga (Jean Seberg), de passer au Liban une Triumph TR4 chargée de 300 kg d'or. Au cours du voyage, il décide de vendre l’or pour son propre compte, ce qui le mène en Grèce puis en Italie. Olga demeure avec David autant par amour que pour le surveiller, puis le laisse seul, tandis que le chef de l’organisation, Fehrman (Gert Fröbe), lance ses tueurs pour récupérer l’or.

## Fiche technique
- Titre original français : Échappement libre
- Titre espagnol : A escape libre
- Titre italien : Scappamento aperto
- Réalisation : Jean Becker
- Premier assistant : Costa-Gavras (crédité Costa Gavras)
- Scénario : Jean Becker, Maurice Fabre, Didier Goulard, Luis Marquina, Claude Sautet, d'après l'œuvre de Clet Coroner
- Producteur : Paul-Edmond Decharme
- Sociétés de production : Capotole Films, Sud-Pacifique Films (Papeete), Producciones Benito Perojo (Madrid) et Transmonde Films (Rome)
- Musique : Martial Solal, Grégorio García Ségura
- Son : André Hervée
- Photographie : Edmond Séchan
- Montage : Monique Kirsanoff
- Décors : Robert Christidès et Antonio Cortés
- Pays d'origine :  France /  Italie /  Espagne
- Format : Noir et blanc
- Genre : Aventure
- Durée : 105 minutes
- Date de sortie : 
  - Allemagne de l'Ouest : 21 août 1964
  - France : 4 septembre 1964
  - Belgique : 1er octobre 1964 (Bruxelles)
  - Espagne : 19 novembre 1964 (Barcelone)
  - Italie : 5 février 1965

## Distribution
- Jean-Paul Belmondo : David Ladislas
- Jean Seberg : Olga Celan
- Gert Fröbe (VF : Georges Aminel) : Fehrman
- Wolfgang Preiss : Grenner
- Michel Beaune : Daniel
- Fernando Rey (VF : Albert Augier) : le commissaire libanais au port de Beyrouth
- Enrico Maria Salerno : Mario
- Jean-Pierre Marielle : Van Houde
- Roberto Camardiel (VF : Georges Aminel) : Stefanidès
- José Jaspe (VF : Serge Nadaud) : Libanos, le capitaine grec
- Fernando Sancho : Yilmaz
- Giacomo Furia (VF : Albert Augier) : Nino
- Diana Lorys : Rosetta
- Petar Martinovitch (VF : Georges Aminel) : Otto
- Margarita Gil : la téléphoniste
- Carmen de Lirio : la première fille avec Mario
- Renate Ewert : la comtesse avec Mario
- J. Mac : Heinrich
- Xan das Bolas : un travailleur sur le ferry
- Rafaël Luis Calvo : le borgne
- Jean Falloux : le photographe avec Olga
- Dominique Zardi : le réceptionniste grec
- Henri Attal : un client de l'hôtel grec
- Romain Gary : un client attablé au bar de l'hôtel libanais

## Autour du film
Le tournage a lieu du 10 février 1964 au 7 avril 1964 dans plusieurs pays :
- Suisse : Genève
- Liban : Beyrouth, Baalbek
- Grèce : Athènes
- Italie : Naples, Gênes, Rome
- Espagne : Almería, Barcelone, Grenade
- Allemagne de l'Ouest : Brême
- France : Marseille

Au Box-office, le film cumule 2 007 088 entrées (source CBO-Box office)